# Peucetia harishankarensis
Peucetia harishankarensis är en spindelart som beskrevs av Biswas 1975. Peucetia harishankarensis ingår i släktet Peucetia och familjen lospindlar. Inga underarter finns listade i Catalogue of Life.